# 法语地理分布

全球法語使用者人口比例：
1–19%
20–39%
40–59%
60–79%
80–99%

本条目详细介绍法语的地理分布情况，亦即法語圈，但并不考虑各地法语的法律地位。而法式克里奥尔语被视为独立语言，不在此条目的介绍范畴。
随着法兰西王国的崛起，法语亦成为中世纪仅次于拉丁语的第二国际语言。法语的国际语言地位一直持续发展至18世纪，成为当时欧洲的法庭以及外交用语。法語的地位衰落始於20世紀美國開始成為超級國家，使得英語開始侵佔原本法語在國際貿易、科學以及外交上的地位。
根據2014年法語圈國際組織的調查，全球共有兩億七千四百萬人說法語，其中有兩億一千兩百萬人把法語作為日常語言，剩餘的六千兩百萬人則主要把法語作為外語。儘管歐洲學習法語的人數在下降，但是總體而言全球法語使用者的數量卻在不斷提升，很大程度是由於非洲的高生育率：全球兩億一千兩百萬把法語作為日常語言使用的人口，有54.7%位於非洲。

## 统计数据

### 法语国家国际组织
下列數據來源於2014年法語圈的報告。這份報告並不區分母語使用者以及把法語當作是外語的人士，同時亦不區分法語水平或者日常的使用頻率。由於非洲視法語為主要教育語言，因此法語使用者的數據主要來源於平均教育年限。
| 国家             | 人数       | 百分比 |
| ---------------- | ---------- | ------ |
| 阿尔巴尼亚       | 320,000    | 10%    |
| 阿尔及利亚       | 11,200,000 | 33%    |
| 安道尔           | 57,000     | 70%    |
| 亞美尼亞         | 200,000    | 6%     |
| 奥地利           | 967,000    | 11%    |
| 比利时           | 9,112,000  | 81%    |
|                  | 3,848,000  | 35%    |
| 保加利亚         | 185,000    | 3%     |
| 布吉納法索       | 3,965,000  | 22%    |
|                  | 897,000    | 8%     |
| 柬埔寨           | 423,000    | 3%     |
| 喀麦隆           | 9,334,000  | 40%    |
| 加拿大           | 10,470,000 | 29%    |
|                  | 55,000     | 11%    |
| 中非             | 1,410,000  | 29%    |
|                  | 1,714,000  | 13%    |
|                  | 196,000    | 25%    |
| 刚果共和国       | 2,717,000  | 58%    |
| 刚果民主共和国   | 33,222,000 | 47%    |
|                  | 7,218,000  | 34%    |
|                  | 116,000    | 3%     |
| 賽普勒斯         | 126,000    | 11%    |
| 捷克             | 189,000    | 2%     |
| 丹麦             | 436,000    | 8%     |
|                  | 450,000    | 50%    |
| 多米尼克         | 7,000      | 10%    |
|                  | 153,000    | 1%     |
| 埃及             | 2,800,000  | 3%     |
| 赤道几内亚       | 231,000    | 29%    |
| 爱沙尼亚         | 19,000     | 1%     |
| 芬兰             | 165,000    | 3%     |
| 法國（法國本土） | 62,968,000 | 97%    |
| 加彭             | 1,070,000  | 61%    |
|                  | 18,000     | 0.4%   |
| 德国             | 12,219,000 | 15%    |
|                  | 219,000    | 0.8%   |
| 希腊             | 985,000    | 9%     |
| 几内亚           | 2,974,000  | 24%    |
|                  | 275,000    | 15%    |
| 海地             | 4,454,000  | 42%    |
| 匈牙利           | 117,000    | 1%     |
| 愛爾蘭           | 587,000    | 20%    |
| 以色列           | 927,000    | 11%    |
| 義大利           | 9,760,000  | 16%    |
|                  | 190,000    | 3%     |
| 拉脫維亞         | 26,000     | 1%     |
| 黎巴嫩           | 1,920,000  | 38%    |
| 立陶宛           | 75,000     | 2%     |
| 盧森堡           | 540,000    | 96%    |
| 北馬其頓         | 237,000    | 11%    |
| 马达加斯加       | 4,847,000  | 20%    |
|                  | 2,744,000  | 17%    |
| 馬爾他           | 55,000     | 13%    |
| 毛里塔尼亚       | 529,000    | 13%    |
| 模里西斯         | 911,000    | 73%    |
| 摩尔多瓦         | 83,000     | 2%     |
| 摩納哥           | 30,000     | 79%    |
| 蒙特內哥羅       | 13,000     | 2%     |
| 摩洛哥           | 10,657,000 | 31%    |
| 莫桑比克         | 81,000     | 0.3%   |
| 荷蘭             | 4,930,000  | 29%    |
| 尼日尔           | 2,439,000  | 13%    |
| 挪威             | 324,000    | 6%     |
| 波蘭             | 1,034,000  | 3%     |
| 葡萄牙           | 2,502,000  | 24%    |
|                  | 100,000    | 4%     |
| 羅馬尼亞         | 4,682,000  | 24%    |
| 卢旺达           | 700,000    | 6%     |
| 圣卢西亚         | 3,000      | 2%     |
| 聖多美和普林西比 | 41,000     | 20%    |
| 塞内加尔         | 4,277,000  | 29%    |
| 塞爾維亞         | 319,000    | 3%     |
| 塞舌尔           | 50,000     | 53%    |
| 斯洛伐克         | 109,000    | 2%     |
| 斯洛維尼亞       | 79,000     | 4%     |
| 西班牙           | 5,572,000  | 12%    |
| 瑞典             | 1,084,000  | 11%    |
| 瑞士             | 5,402,000  | 66%    |
| 泰國             | 556,000    | 0.8%   |
| 多哥             | 2,787,000  | 39%    |
| 突尼西亞         | 6,090,000  | 54%    |
| 乌克兰           | 54,000     | 0.1%   |
| 阿联酋           | 100,000    | 1%     |
| 英国             | 14,884,000 | 23%    |
| 美国             | 2,100,000  | 0.7%   |
| 乌拉圭           | 5,000      | 0.1%   |
|                  | 83,000     | 31%    |
| 越南             | 654,000    | 0.7%   |

#### 属地
| 属地             | 国家   | 法语使用人数 | 比例 | 年份 | 参考  |
| ---------------- | ------ | ------------ | ---- | ---- | ----- |
| 比利时法语社群   | 比利时 | 4,658,000    | 98%  | 2014 | [ 6 ] |
| 新不伦瑞克       | 加拿大 | 320,000      | 42%  | 2014 | [ 6 ] |
| 魁北克           | 加拿大 | 7,666,000    | 93%  | 2014 | [ 6 ] |
| 法属圭亚那       | 法國   | 162,000      | 62%  | 2015 | [ 7 ] |
| 法属波利尼西亚   | 法國   | 276,000      | 98%  | 2015 | [ 7 ] |
| 瓜德罗普         | 法國   | 395,000      | 84%  | 2015 | [ 7 ] |
| 马提尼克         | 法國   | 329,000      | 81%  | 2015 | [ 7 ] |
| 马约特           | 法國   | 147,000      | 63%  | 2015 | [ 7 ] |
| 新喀里多尼亚     | 法國   | 260,000      | 99%  | 2015 | [ 7 ] |
| 留尼汪           | 法國   | 788,000      | 88%  | 2015 | [ 7 ] |
| 圣皮埃尔和密克隆 | 法國   | 6,000        | 100% | 2015 | [ 7 ] |
| 瓦利斯和富图纳   | 法國   | 11,000       | 83%  | 2015 | [ 7 ] |
| 瓦莱达奥斯塔大区 | 義大利 | 72,000       | 60%  | 2001 | [ 6 ] |

### 母語使用者
据估计，全球有7500萬人把法語作為第一語言。
| 国家                   | 人数       | 百分比 | 年份 | Reference |
| ---------------------- | ---------- | ------ | ---- | --------- |
| 阿尔及利亚             | 10,200     | 0.03%  | 2012 | [ 9 ]     |
| 安道尔                 | 4,200      | 5.2%   | 2005 | [ 9 ]     |
|                        | 57,739     | 0.3%   | 2011 | [ 10 ]    |
| 奥地利                 | 10,190     | 0.1%   | 2001 | [ 11 ]    |
| 比利时                 | 4,194,000  | 38%    | 2012 | [ 12 ]    |
| [ note 2 ]             | 16,700     | 0.3%   | 1993 | [ 9 ]     |
| 布吉納法索             | 170,047    | 1.3%   | 2006 | [ 13 ]    |
| [ note 2 ]             | 2,200      | 0.03%  | 2004 | [ 9 ]     |
| 柬埔寨                 | 873        | 0.01%  | 2008 | [ 11 ]    |
| 加拿大                 | 7,298,180  | 22.0%  | 2011 | [ 14 ]    |
| 中非                   | 9,000      | 0.3%   | 1996 | [ 9 ]     |
| [ note 2 ]             | 3,000      | 0.05%  | 1993 | [ 9 ]     |
| [ note 2 ]             | 1,700      | 0.4%   | 1993 | [ 9 ]     |
| 刚果共和国             | 28,000     | 1.1%   | 1993 | [ 9 ]     |
| 刚果民主共和国         | 15,000,000 | 20.6%  | 2009 | [ 9 ]     |
| [ note 2 ]             | 17,500     | 0.2%   | 1988 | [ 9 ]     |
| 賽普勒斯               | 1,139      | 0.1%   | 2011 | [ 11 ]    |
| 捷克                   | 2,056      | 0.02%  | 2011 | [ 15 ]    |
| [ note 2 ]             | 10,200     | 1.3%   | 2006 | [ 9 ]     |
| 爱沙尼亚               | 124        | 0.01%  | 2011 | [ 16 ]    |
| 芬兰                   | 2,972      | 0.06%  | 2010 | [ 11 ]    |
| 法國                   | 60,674,000 | 93%    | 2012 | [ 12 ]    |
| 加彭                   | 37,500     | 3.7%   | 1993 | [ 9 ]     |
| [ note 6 ]             | 28         | 0.001% | 2002 | [ 7 ]     |
| 匈牙利                 | 18,943     | 0.2%   | 2011 | [ 17 ]    |
| 印度                   | 10,000     | 0.001% | 2008 | [ 9 ]     |
| 黎巴嫩                 | 16,600     | 0.4%   | 2004 | [ 9 ]     |
| 列支敦斯登             | 39         | 0.1%   | 2010 | [ 11 ]    |
| 立陶宛                 | 95         | 0.003% | 2011 | [ 11 ]    |
| 盧森堡                 | 57,633     | 12.1%  | 2013 | [ 18 ]    |
| 马达加斯加             | 18,000     | 0.1%   | 1993 | [ 9 ]     |
|                        | 7,000      | 0.09%  | 1998 | [ 19 ]    |
| 模里西斯               | 44,400     | 3.6%   | 2011 | [ 20 ]    |
| 摩納哥                 | 16,500     | 45%    | 2014 | [ 9 ]     |
| 摩洛哥                 | 80,000     | 0.3%   | 2007 | [ 9 ]     |
| 尼日尔                 | 6,000      | 0.1%   | 1993 | [ 9 ]     |
| 波蘭                   | 3,488      | 0.01%  | 2011 | [ 21 ]    |
| 卢旺达                 | 2,300      | 0.03%  | 2004 | [ 9 ]     |
| 塞内加尔               | 59,605     | 0.6%   | 2002 | [ 22 ]    |
| 塞舌尔                 | 650        | 0.7%   | 2010 | [ 23 ]    |
| 南非                   | 9,268      | 0.02%  | 1996 | [ 11 ]    |
| 瑞士                   | 1,791,115  | 22.5%  | 2013 | [ 24 ]    |
| 多哥                   | 3,000      | 0.1%   | 1993 | [ 9 ]     |
| 突尼西亞               | 11,000     | 0.1%   | 1993 | [ 9 ]     |
| 英国（英格兰与威尔士） | 147,000    | 0.3%   | 2011 | [ 25 ]    |
| 美国                   | 1,307,742  | 0.5%   | 2013 | [ 26 ]    |
| [ note 11 ]            | 1,400      | 0.6%   | 2009 | [ 27 ]    |

#### 地區
| 地区             | 国家   | 人数      | 百分比 | 年份 | Reference |
| ---------------- | ------ | --------- | ------ | ---- | --------- |
| 法兰德斯         | 比利时 | 367,000   | 5.9%   | 2009 | [ 28 ]    |
| 新不倫瑞克       | 加拿大 | 240,455   | 32.5%  | 2011 | [ 29 ]    |
| 新斯科舍         | 加拿大 | 31,110    | 3.4%   | 2011 | [ 29 ]    |
| 安大略           | 加拿大 | 561,155   | 4.4%   | 2011 | [ 29 ]    |
| 魁北克           | 加拿大 | 6,231,600 | 79.7%  | 2011 | [ 30 ]    |
| 曼尼托巴         | 加拿大 | 51,280    | 4.3%   | 2011 | [ 29 ]    |
| 艾伯塔           | 加拿大 | 68 435    | 2.1%   | 2011 | [ 29 ]    |
| 不列颠哥伦比亚   | 加拿大 | 63 625    | 1.4%   | 2011 | [ 29 ]    |
| 马约特           | 法國   | 21,000    | 10%    | 2014 | [ 31 ]    |
| 留尼汪           | 法國   | 65,700    | 8%     | 2010 | [ 32 ]    |
| 本地治里         | 印度   | 1,600     | 0.26%  | 1982 | [ 33 ]    |
| 瓦莱达奥斯塔大区 | 義大利 | 1,200     | 1%     | 2003 | [ 34 ]    |
| 羅曼地           | 瑞士   | 1,606,029 | 83.6%  | 2013 | [ 35 ]    |
| 路易斯安那州     | 美国   | 119,931   | 2.8%   | 2013 | [ 36 ]    |
| 缅因州           | 美国   | 47,066    | 3.73%  | 2012 | [ 36 ]    |
| 麻薩諸塞州       | 美国   | 65,874    | 1.06%  | 2012 | [ 36 ]    |
| 康乃狄克州       | 美国   | 35,565    | 1.05%  | 2012 | [ 36 ]    |
| 新罕布什尔州     | 美国   | 24,697    | 1.98%  | 2012 | [ 36 ]    |
| 佛蒙特州         | 美国   | 9,543     | 1.61%  | 2012 | [ 36 ]    |
| 羅德島州         | 美国   | 11,477    | 1.15%  | 2012 | [ 36 ]    |

## 美洲

### 阿根廷
從19世紀下半葉至20世紀上本葉開始，阿根廷就開始成為全球接收第二多法國移民的國家（僅次於美國 ）。1867年至1946年間，阿根廷總共接受了法國移民239,503人，其中105537人永久居留在當地。在1976年，116032人定居於阿根廷。在1890年之前，法國是阿根廷的第三移民來源國，佔該國人口總比的10%，僅次於意大利裔和西班牙裔。今日，在阿根廷有超過六百萬人擁有不同程度的法國血統（佔該國17%人口比例），當中很多都依然會說法語。

### 巴西
19世紀巴西民族主義引起的反葡萄牙主義使得法語在當地的使用有所提升，因為法國在當時被認為是文明與進步的象徵。 巴西的上層社會有著悠久強烈的法語學習傳統，在很長的一段時間中，法語一直是葡萄牙與巴西中層階級的主要外語，直到全球化後期才被英語超越，以及直到最近，西班牙語開始居上。

### 加拿大
法語是加拿大僅次于英語的第二大語言，並與英語同為該國的官方語言。法語是魁北克省的官方語言，同時亦是該省七百萬人，近80.1%（2006年）人口的母語。魁北克大概有95%以法語作為第一或者第二語言。新不伦瑞克省以及马尼托巴省是加拿大唯二的法定英法双语省份，虽然只有新不伦瑞克才是真正定义上的双语社会（该省三分之一的人口是法语使用者）。法語同時亦是加拿大所有地區(西北地區、努纳武特以及育空）的法定語言。這三個地區當中，育空地區擁有最多的法語人口，佔該地區人口比例4%。大約有6,827,860加拿大人以法語為第一或第二語言，佔人口總比20%，其中2,065,300為第二語言使用者。法語的使用比例在加拿大的英語地區近年有下降趨勢。

### 海地
法語是海地的官方語言之一，該國的另一官方語言為海地克里奧爾語，一種以法語為基礎的語言。法語是海地的文化以及商業用語，同時亦是公共機構的主要語言。法語主要流行於海地的精英階層以及中產階級。但是近年由於海地致力於增強海地克里奧爾語作為海地官方語言的法律地位，加強了其在媒體、廣播以及電視的使用，這亦使得法語的使用率有所下滑。多數海地的法語教師語言能力較為薄弱，根據2009的調查，海地85%的法語教師的法語水平僅達到法國法語知識測試（Test de connaissance du français,TCF)的A2與B1之間的水準.

### 美國

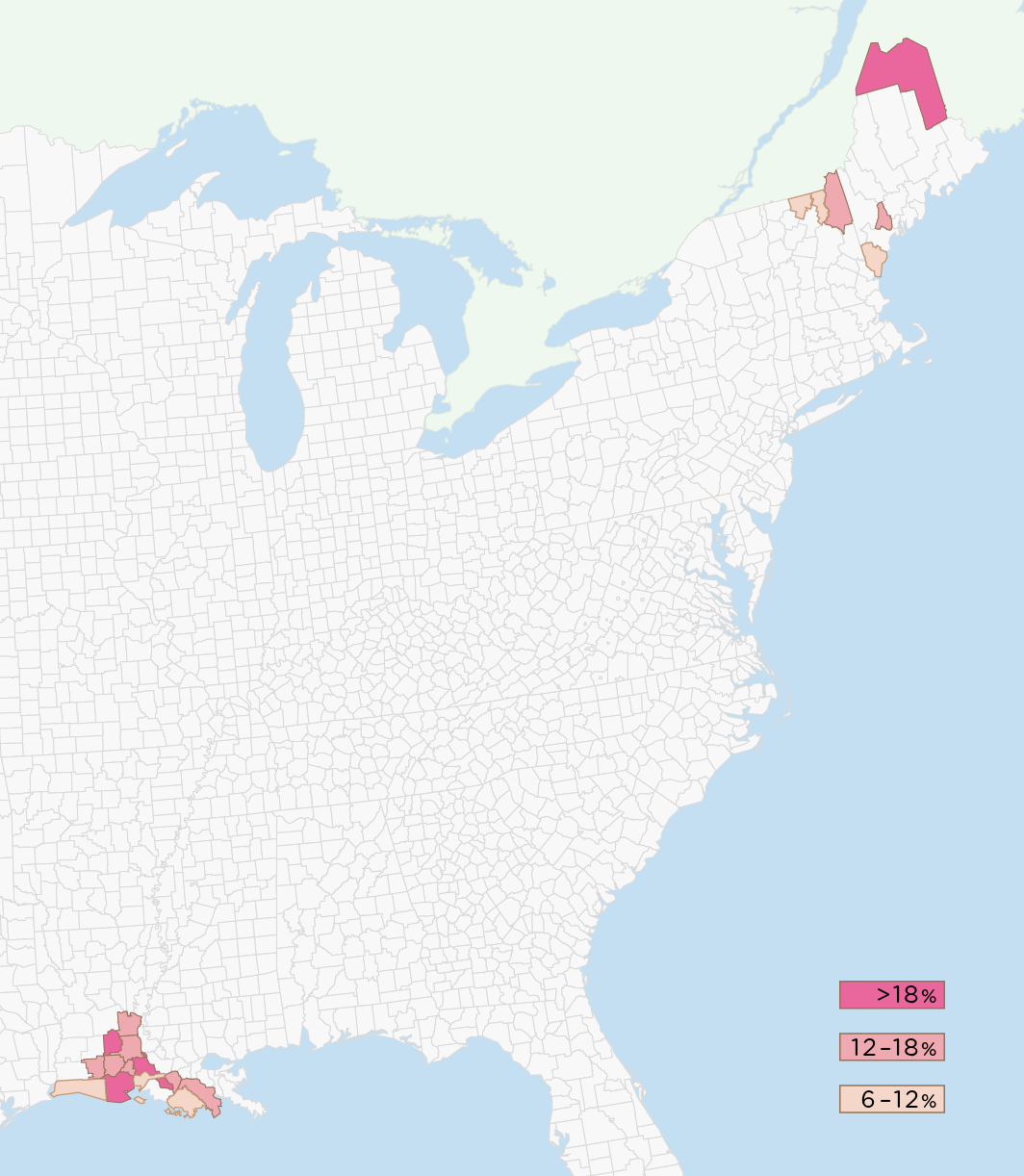
法語在美國的分佈

根據2011年美國人口調查局的一份調查顯示，法語是美國的第四大語言，僅次于英語、西班牙語以及中文（所有方言總和）。在路易斯安那州、缅因州、佛蒙特州以及新罕布什尔州，法語是當地的第二大語言。
路易斯安那州是美國眾多不同口音法語的起源地，這些法語統稱為路易斯安那法語。根據2000年美國人口普查，有超過194,000路易斯安那州人在家裡講法語，為美國至多（如果排除其他法式克里奧爾語）。在新英格蘭，亦有居民使用一種加拿大法語變體。

## 亞洲

### 緬甸
在緬甸，隨著國家的開放程度加深，法語在大學生以及旅遊業當中亦逐漸升溫。緬甸中小學亦會開設法語課程。緬甸國內的兩所大學皆有法語系，目前有350名學生。

### 柬埔寨
根據2014年的調查結果顯示，3%的柬埔寨人口使用法語。

### 中國
在中國，法語作為精英階級的語言亦曾經在中國法租界中使用，包括上海法租界，廣州沙面島、海口、天津、湛江、以及其他曾受法國影響的中國省份，例如雲南、廣西、海南以及廣東。法語在中國被視作為與非洲貿易的重要商業語言。2013年有共有6,000名學生參加法語課程。中國共有29,000名學生在法語聯盟中學習，另外20,000名在私立學校或者大學，同時有35,000名中國學生目前在法國就讀。

### 印度
法語在印度聯邦屬地本地治里是法律上的官方語言，同時與泰米爾語、泰盧固語以及馬拉雅拉姆語四文同行。然而在本地治理的四個下屬縣當中，只有本地治理縣以及马埃縣把法語作為官方語言，另外兩個縣則定本地語言為官方語言。另外，根據本地治理法語機構的研究，法語在本地治理的使用非常有限，僅有1%的人口能夠說法語。

### 约旦
法語在約旦是比較小眾的語言，20世紀起使用人數開始增長，至今都仍比較受歡迎。根據2014年法語圈的調查報告，有12,000名約旦人正在學習初級法語，3,000名正在學習中級法語，以及1,737名正在大學中學習法語。

### 黎巴嫩
黎巴嫩人歷史上曾經稱呼法國 La tendre mère"（中文：溫柔的母親），法語在黎巴嫩不僅十分常用，講法語在該國甚至被視作為一種對法國自由與文化精神的自我認同，這種獨特的自我認同來源於法國殖民時期的影響，以及黎巴嫩教育界、基督教、政界的多方努力。然而，在黎巴嫩，法語的使用僅僅是出於對法國文化的熱愛，而並非出於其他實際用途。
黎巴嫩憲法的第11條規定：阿拉伯語是正式的國語，可以使用法語的場合由法律規定。
今天，法語和英語都同為黎巴嫩的第二語言，有40%的人口視法語為第二語言，另外40%則為英語。英語在商業以及傳媒的使用近年亦在逐漸增加。在黎巴嫩90萬名學生當中，有50萬在公立或私立法語學校學習，其中數學以及自然學科為法語授課。法語的實際使用情況在乎於地區以及社會階層，三分之一的法語學校學生在畢業後會在英文教育機構中繼續深造。英語在該國依然為重要的商業以及傳媒語言，而法語僅僅作為表達情感以及社會階層的象徵。在社交媒體上，黎巴嫩的法語臉書帖子僅為10%，大大落後於英語的78%。

### 
根據2014年的調查結果，有3%的老撾人口能夠使用法語。

### 菲律賓
菲律賓是學習法語最為活躍的地區之一。1912年成立了法語聯盟在東南亞最早的分支。現在該國共有共有兩所法語聯盟分支機構，分別位於馬尼拉以及宿霧。
儘管法語在菲律賓小學中並非授課語言，但是前總統格洛丽亚·马卡帕加尔-阿罗约曾發表聲明支持法語可以在高中成為可選科目。同時，法語以及西班牙語都是菲律賓大學較受歡迎的外語。菲律賓大學提供歐洲語言的學士學位，法語則是其中一個專業。

### 新加坡
儘管法語在新加坡並不是官方語言，亦不是當地的常用語言，但是新加坡每年小學離校考試的前10%都會在中學階段選擇法語作為第二或第三語言。

### 越南
根據2014年的調查報告，越南有0.7%的人口能夠講法語。

## 歐洲
12%的歐盟公民能夠使用法語，法語同時亦是歐盟第四大語言，於德語、意大利語以及英語之後。法語是歐盟內第三大能夠被理解的語言，次於英語以及德語之後（33%的歐盟人口稱能夠理解英語，22%能夠理解德語，以及20%能夠理解法語。）

### 比利時
法語是比利時的官方語言之一。法語是比利時瓦隆大區的第一語言（包括東比利時州的德語社群），在布鲁塞尔-首都大区則為多數人的第一語言。而在弗拉芒大區，與瓦隆大區以及布鲁塞尔-首都大区有接壤的地區有著為數眾多的多語市政廳提供法語服務。
比利時有38%的人口為法語使用者。如果把法語第二語言人口亦包含其中，比利時有72%的人口可以講法語。

### 法國
法語於1992年正式成為法國的官方語言。但是早在1538年的维莱科特雷法令就已經規定了法語的官方地位。法國對其境內的政府、公共教育以及法律合同的法語使用都有著嚴格的規定；含有外語的廣告亦必須配上法語翻譯。

### 意大利
瓦萊達奧斯塔大區在1536年首先把現代法語作為政府工作語言，比法國本身還早了三年。法語從1561年開始替代拉丁語成為當地的官方語言。根據1861年的人口普查（意大利統一后的第一次人口普查），93%的當地人口使用法語。而在1921年的人口普查，這個比例依然維持在88%。但是意大利法西斯政權期間的意大利化運動大大地壓制了當地的法語學校、機制以及法語使用者，使得法語在當地的地位受到了較大的影響。法語以及意大利語現在依然是大區政府的官方語言，政府頒布的法律以及法令亦會使用法文版本，但是當地人日常已經更多地傾向意大利語，法語則只是成為文化慶典或活動時使用的語言。儘管在二戰之後法語重新成為了官方語言，但是根據2003年的普查，當地僅僅剩下0.99%的人口以法語為母語。法語依然廣泛地作為第二語言被使用，但是已經從日常用語的範疇中退出了。2001年的普查顯示，當地有75.41%的人口說法語，96.01%可以說意大利語，55.77%可以說法蘭克-普羅旺斯語，50.53%的人稱能夠說以上所有語言。法語和意大利依然作為當地的教育語言，因此每個在瓦萊達奧斯塔大區上過學的人，法語至少都能到達中上水平。

### 盧森堡
法語是盧森堡三種官方語言之一（與德語以及盧森堡語三文同行）。法語主要用於政府公務以及法律條文。同時亦是盧森堡首選的外交用語。盧森堡的教育體系為三語制，即學生在基礎教學階段會首先學盧森堡語，其後則轉成德語。而在中學階段，大部分的學科例如數學和自然學科都用法語授課。盧森堡的大學都提供法語、德語以及英語課程。

### 瑞士
法語是瑞士的四種官方語言之一（與德語、意大利語以及羅曼什語四文同行），主要通行於瑞士的西部（瑞士國內習慣稱這一部分為羅曼地，該區至大的城市為日內瓦)。瑞士的語言分佈並不一定與其行政區域的劃分重合，一些州或者城市有著兩種或以上的官方語言，例如比爾市以及瓦萊州、弗里堡州、伯爾尼州（以上皆為法德雙語）。瑞士有大概20%的法語母語人口，全國有50.4%可以說法語。

### 英國
法語是英國學校最受歡迎的第一外語。根據2006年歐盟的統計，23%的英國人可以用法語進行對話。不過亦有其他調查認為這個數字應該為15%。
在英國皇冠屬地澤西，一種法語變體亦是當地的官方語言，不過只是用於議會外部或者法律合同。而在根西皇冠屬地，英語則是唯一的官方語言，雖然有時候可能在法律上會用到法語。

## 北非

### 阿爾及利亞

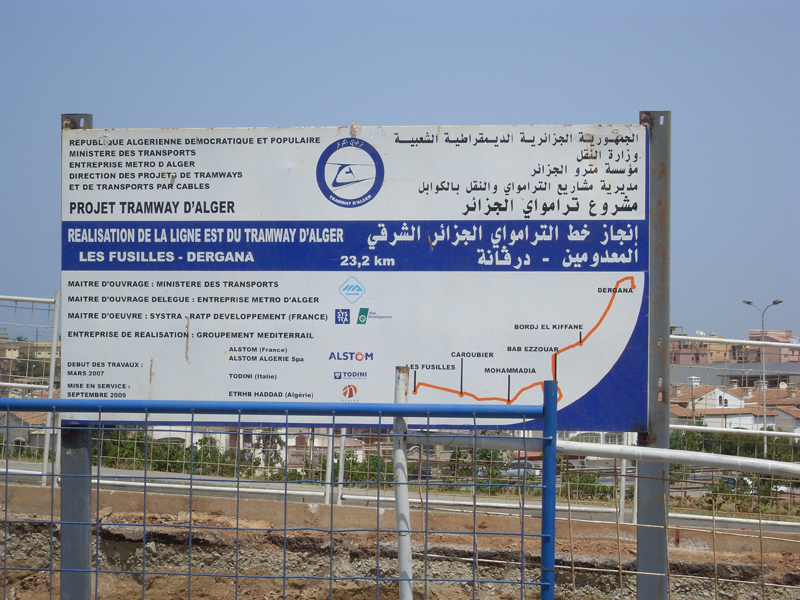
首都阿爾及爾的雙語標誌

在阿爾及利亞，阿爾及爾、君士坦丁、瓦赫蘭以及安納巴這四座城市有69.1%的當地人口可以讀寫法語。根據2012年的調查顯示，該國少於四成的人口認為自己可以說法語，然而相反地，有超過七成的民眾認為說法語很必要，雖然三分之一的人認為法語的使用已經在衰落。在城市地區，懂法語是找到工作的必要條件。法語是阿爾及利亞的第一外語，學生從小學就開始學習法語。在高等教育階段，尤其是科技範疇內，法語更是授課語言。
阿爾及利亞的法語使用者主要可以分成三類：在日常生活中亦使用的（主要出身上層階級）、偶爾使用的（夾帶著阿拉伯語）以及能夠聽懂，卻不能說的。
阿爾及利亞廣泛地收看法國的電視頻道。同時該國亦有數量可觀的法語媒體。法國國民議會在2014年的一份報告中稱阿爾及利亞是僅次於法國之後最重要的法語國家。但是，阿爾及利亞卻不是法語國家共同體的成員。在社交媒體上，阿爾及利亞Facebook的法語使用率為76%
法語不是阿爾及利亞的官方語言，然而《世界概況》卻認為法語是該國的通用語。法語在殖民時期原本是城市上層階級的語言，但是在1962年後就開始擴展用於大眾教育。然而法語作為殖民遺留，其教育用語的地位在阿爾及利亞一直頗受爭議，20世紀70-80年代期間教育體系甚至有所反彈，開始強調阿拉伯化。20世紀90年代阿爾及利亞內戰期間，法語在該國的使用一度跌至最低谷，當時的伊斯蘭武裝分子甚至襲擊法語教師。然而在內戰的尾聲，法語又重新在公眾場合被使用。直到2006年，小學的法語教育在該國達到頂峰，雖然亦面臨著師資不足的困境。
當地的法語媒體主要有：El Watan、Le Soir d'Algérie、Liberté、Le Matin和Tout sur l'Algérie。根據2010年的IMMAR Research & Consultancy的研究報告，該國的法語報紙擁有4,459,000（28%）讀者，大部分都擁有高等教育背景。

### 埃及
埃及的第一所法文學校創立於1836年。19世紀下半葉開始，法語在該國的重要性開始提升，直至成為至重要的外語。彼時，法語甚至是埃及外國人社區的通用語（尤其是開羅）。20世紀20年代開始，基於一系列政治、社會方面的原因，法語開始衰落；20世紀30年代開始，英語開始成為主流外語，雖然直至2013年該國依然有八百萬人口學習法語。

### 毛里塔尼亚
雖然毛里塔尼亞在1991年廢除法語的官方語言地位，但是該國的學校依然從二年級開始，就每週向學生教授6個學時法語。法語同時亦是中學階段自然學科的授課語言。2012年，在高教育階段，一共有2,300名學生參與法語課。雖然國內一直有人嘗試把第一外語改變為英語，但是法語依然是該國繼阿拉伯語後首要的工作以及教育用語。2014年的調查顯示，59%的毛里塔尼亞人用法文發Facebook。

### 摩洛哥
2014年的人口調查顯示，摩洛哥10歲以上的人口39.4%能夠讀寫法語。法語主要流通於城市的中上階層。同時，雖然摩洛哥教育部正在考慮採用英語，但是法語還是該國重要的教育用語，三分之二的高等教育課程用法語授課，包括科技、醫療健康、經濟以及管理領域。而在私人領域，法語的意義已不止於外語。小學開始就會教法語，一周可達7課時。很多私立學校都會使用法語作為重要的教育語言。摩洛哥學生是法國最大的留學生團體，高於中國學生以及阿爾及利亞學生。
在丹吉爾、非斯、拉巴特（首都）、卡薩布蘭卡以及馬拉喀什，50.3%的15歲以上國民能夠讀寫法語。根據2012年的一份調查報告顯示，只有三分之一的城市居民稱自己懂法語，同時亦表示，希望法語能夠更大規模地使用。四分之三的受訪者認為，無論是專業領域還是私人領域，法語都不可或缺。但是法語媒體的地位開始受阿拉伯語媒體影響，無論是報紙、電視抑或廣播電台。2004年摩洛哥共有618個媒體、其中448為阿拉伯語，164為法語。社交媒體上，75%的摩洛哥Facebook帖子用法語書寫。
當地重要的法語媒體有：Le Matin du Sahara et du Maghreb、TelQuel、Aujourd'hui le Maroc、La Vie éco。

### 突尼斯
在突尼斯很多領域，法語是優先的工作語言，包括醫療健康、商業以及通訊。在該國的沿海地帶或者首都附近的發達地區，雖然有時可能會混雜一些阿拉伯語，但法語可謂是每個社會階層的通用語。而在內陸以及南部地區，法語則依然被視作外語。突尼斯從小學三年級開始學習法語，每週8學時。在中學，法語則是自然學科以及計算機學科的教學語言。
幾乎四分之三來自突尼斯市、蘇塞、斯法克斯的受訪者認為，法語無論是工作上還是私人上都十分重要。但是，只有一半的人口認為自己可以說法語，亦只有三成的受訪者表示自己與其他法語國家有緊密聯繫。在上述城市中，超過70.8%的15歲以上人口可以讀寫法語。阿拉伯語是該國最主要的傳媒語言，尤其是電視媒介。20世紀90年代，電視法語頻道還可以達到25%，但是到21世紀，比例跌至3%。社交媒體上，該國91%的Facebook帖子用法語發佈。
當地重要的法語媒體有：La Presse de Tunisie、L'Economiste Maghrébin、Tunivisions、Le Temps。

## 撒哈拉以南非洲

2014年法語在非洲的分佈

根據法語國家共同體的報告，2010年有近9,600萬的法語人口分佈在非洲。法語通過殖民輸入到撒哈拉以南的非洲國家，卻並非該地區多數人的母語。非洲的標準法語與歐洲有所差別。一些語言學家提出“第二法語”甚至“非洲法語”的概念。

### 貝寧
法語是貝寧的唯一官方語言。57.3%的科托努（最大城市、實際行政中心）15歲以上居民能夠讀寫法語。法語不僅是重要的工作、政府以及教育語言，同時亦使用在日常生活當中。2002年有34%的人口能夠說法語，相對1992年的23%有所提升。法語在該國的使用程度有明顯的地域差異，南部地區法語更為通行。在貝寧的大西洋省 (貝寧)以及濱海省，法語是多數人的語言。由於教育上的性別不平等，貝寧的男性法語使用者大於女性。

### 布基纳法索
法語是布基纳法索的唯一官方語言。在瓦加杜古（首都），49.4%的15歲以上居民能夠讀寫法語。法語在2006年是該國1.66%人口的母語（1996年為0.75%），而首都地區則可達到9.54%。

### 布隆迪
法語是布隆迪的官方語言之一，另外一種是基隆迪語。

### 喀麥隆
法語與英語同為喀麥隆的官方語言。喀麥隆全國10個區之中，法語在其中的8個佔優勢，另外兩個區則為英語。在杜阿拉（經濟中心）以及雅溫得（首都），63.7%的15歲以上人口可以說法語，另外13%-15%能夠說卻不能寫。在首都區，法語無論是政府還是通訊上都是必要的語言，雖然英語亦同樣重要。三分至四的居民認為自己與其他法語國家有緊密聯繫。2005年的人口普查顯示該國57.7%的12歲以上人口能夠說法語（相對1987年的41.1%）。

### 中非共和國
法語是中非共和國的唯一官方語言。

### 乍得
法語與阿拉伯語是乍得的官方語言。首都恩贾梅纳一半的居民認為自己與其他法語國家有緊密聯繫，並且希望能夠更多使用法語。法語是該國重要的工作以及教育語言。法語在政府、教育以及傳媒上都與阿拉伯語平起平坐，同時亦是電視以及廣播電台的絕對優勢語言。法語亦認為是當地的日常語言之一。

### 科摩羅
法語與阿拉伯語是科摩羅的官方語言。2014年，該國100%的Facebook帖子都是用法語書寫。

### 剛果（布）
法語是剛果共和國的唯一官方語言。68.7%的布拉柴維爾15歲以上居民說法語。法語是媒體的主要語言，63%的電視節目以及廣播電台使用法語。在國家行政管理層次上，法語是該國的絕對優勢語言。

### 剛果（金）
法語是剛果民主共和國的唯一官方語言。大概有一半的金沙薩居民對其他法語國家有認同感，並且法語亦是該國重要的教育以及政府語言。掌握法語、英語在該國被視為獲取事業成功的重要條件。法語在小學三年級之後便是該國重要的教學語言。

### 吉布提
法語與阿拉伯語言是吉布提的官方語言。2014年該國82%的Facebook帖子用法語書寫。

### 加蓬
法語是加蓬的唯一官方語言。根據1999年的調查，法語是首都利伯維爾26.3%的15-25歲居民的第一語言。該國所有出版物都是法語。

### 幾內亞
法語是幾內亞的唯一官方語言。在首都科纳克里，42.1%的15歲以上居民能讀寫法語。

### 科特迪瓦
法語是科特迪瓦的唯一官方語言。該國最大的城市阿比讓，57.6%的15歲以上居民能夠讀寫法語，同時另外11%能夠說而不能寫。對於多數人來說，法語是重要的政府以及教育語言。三分之二的受訪者表示自己為法語使用者。法語無論在公在私於整個國家都扮演著十分重要的角色。法語在該國的作用越來越大，甚至開始形成一種新的本地法語變體：科特迪瓦法语（français ivoirien）。

### 馬達加斯加
在馬達加斯加首都塔那那利佛，法語是重要的政府、教育以及工作語言，但是馬拉加斯語卻是當地的日常語言。少於一半的居民認為自己與其他法語國家有聯繫，或者認為自己必須掌握法語。在小學階段，法語與馬拉加斯語同為教學用語，前者尤其用於數學以及自然學科。在中學階段，法語則是唯一的教學用於。法語與馬拉加斯語同為該國的政府用語。

### 馬里
馬里首都巴馬科，47.7%的15歲以上人口能夠讀寫法語。但只有一半的居民認為自己與其他法語國家有緊密聯繫，話雖如此，總體亦認可法語是重要的工作、政府以及教育語言。法語作為第二語言，在該國的使用比例由1987年的11.9%上升至2009年的24.4%，但是作為第一語言的比例卻由1987年的0.11%，跌至1998的0.09%，主要是在首都巴馬科受影響。法語在該國北部的萨赫勒地區的流通情況要比南部高。

### 尼日爾
法語是尼日尔的唯一官方語言。在首都尼亚美法語被認為是重要的教育、行政以及工作語言。三分之二的居民認為法語在該國的作用越來越重要。

### 卢旺达
法語自殖民期開始便是盧旺達的官方語言。但是盧旺達大屠殺以及盧旺達愛國陣線勝出之後，大量從周邊英語國家（例如烏干達）進入的難民觸發了語言上的鴻溝，並且於1996年開始英語亦成為該國的官方語言。2008年英語對法語的挑戰達到頂峰，其時該國決定要用英語取代法語教育語言的地位，使得法語降格為外語。儘管如此，該國首都基加利依然認為多數人偏愛使用法語。

### 塞內加爾
法語是塞內加爾的唯一官方語言。2002年，該國有9.4%的國民聲稱自己一般情況下會說法語（主要作為外語），但只有0.6%以法語為母語。沃洛夫語是該國最常用的語言，法語僅僅作為第二語言，只是在非沃洛夫語地區才是主要語言。法語是主要的行政語言，但是該國首都達喀爾只有一半人口認為自己與其他法語國家有聯繫，不過還是認可法語在教育以及日常生活中的重要地位。
2013年，該國37.2%的人會說法語，其次是11.1%的阿拉伯語。法語在塞內加爾幾乎所有的行政區都是主要教學語言，只有一個例外：卡夫林區，該區的主要教學語言是阿拉伯語，造成這種現象的原因可能是該區有大量的伊斯蘭學校。

### 多哥
法語是多哥的唯一官方用語。